# SLC25A47
SLC25A47 (англ. Solute carrier family 25 member 47) – білок, який кодується однойменним геном, розташованим у людей на 14-й хромосомі. Довжина поліпептидного ланцюга білка становить 308 амінокислот, а молекулярна маса — 33 435.
| 10         |  | 20         |  | 30         |  | 40         |  | 50         |
| ---------- |  | ---------- |  | ---------- |  | ---------- |  | ---------- |
| MDFVAGAIGG |  | VCGVAVGYPL |  | DTVKVRIQTE |  | PKYTGIWHCV |  | RDTYHRERVW |
| GFYRGLSLPV |  | CTVSLVSSVS |  | FGTYRHCLAH |  | ICRLRYGNPD |  | AKPTKADITL |
| SGCASGLVRV |  | FLTSPTEVAK |  | VRLQTQTQAQ |  | KQQRRLSASG |  | PLAVPPMCPV |
| PPACPEPKYR |  | GPLHCLATVA |  | REEGLCGLYK |  | GSSALVLRDG |  | HSFATYFLSY |
| AVLCEWLSPA |  | GHSRPDVPGV |  | LVAGGCAGVL |  | AWAVATPMDV |  | IKSRLQADGQ |
| GQRRYRGLLH |  | CMVTSVREEG |  | PRVLFKGLVL |  | NCCRAFPVNM |  | VVFVAYEAVL |
| RLARGLLT   |  |            |  |            |  |            |  |            |

A: Аланін

C: Цистеїн

D: Аспарагінова кислота

E: Глутамінова кислота

F: Фенілаланін

G: Гліцин

H: Гістидин

I: Ізолейцин

K: Лізин

L: Лейцин

M: Метіонін

N: Аспарагін

P: Пролін

Q: Глутамін

R: Аргінін

S: Серин

T: Треонін

V: Валін

W: Триптофан

Задіяний у таких біологічних процесах, як транспорт, альтернативний сплайсинг. 
Локалізований у мембрані, мітохондрії, внутрішній мембрані мітохондрії.